# Amt Friedland
La comunità amministrativa di Friedland (Amt Friedland) si trova nel circondario della Seenplatte del Meclemburgo, nel Meclemburgo-Pomerania Anteriore, in Germania.

## Suddivisione
Comprende i seguenti comuni (abitanti il 31 dicembre 2022):
1. Datzetal (887)
2. Friedland, città * (6 478)
3. Galenbeck (1 083)
4. Genzkow ()

Il capoluogo è Friedland.